# Fulpmes
Fulpmes ist eine Marktgemeinde im Bezirk Innsbruck-Land, Tirol, Österreich, und Zentrum der eisenverarbeitenden Industrie im Stubaital. Fulpmes liegt im Gerichtsbezirk Innsbruck.

## Geografie

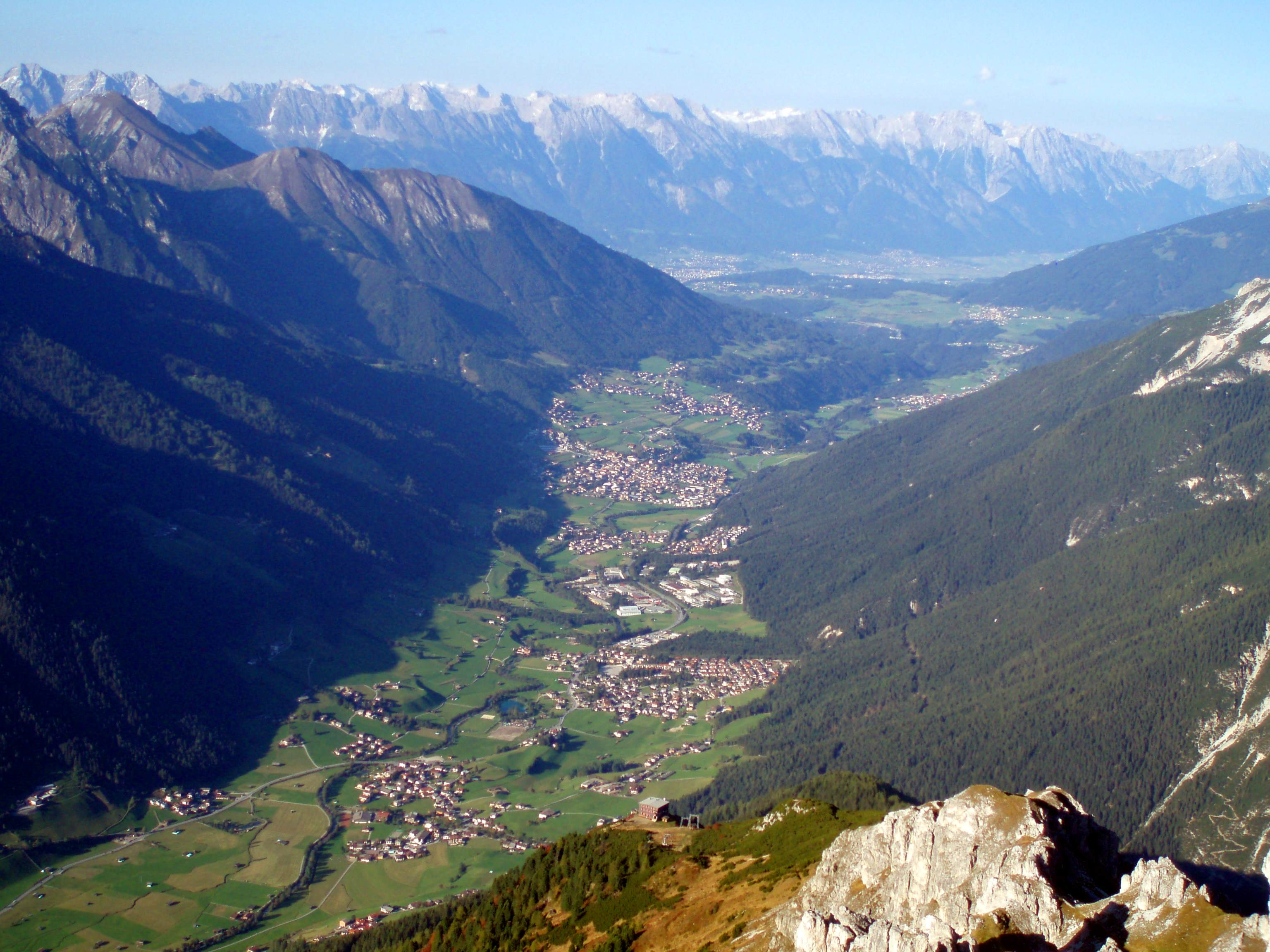
Blick von der Elferspitze ins Stubaital, mittig im Tal Fulpmes (hinten Inntal bei Innsbruck und die Nordkette)

Das Gemeindegebiet von Fulpmes umfasst 16,77 km². Es erstreckt sich quer über das Tal, vom Gipfel der Serles im Süden bis nordwestlich auf den Grat, der die Telfer Schlick vom Stubaier Haupttal trennt.
In Fulpmes mündet der Schlickerbach in die Ruetz.

### Gemeindegliederung
Die Gemeinde besteht aus einer einzigen Katastralgemeinde und umfasst zwei Ortschaften (Einwohner Stand 1. Jänner 2024):
- Fulpmes (3218 Ew.), ein Dorf mit dem alten Ortskern Dorf und den Ortslagen Tschaffinis, Loredais, Forchach, Ruetzbach
- Medraz (1381 Ew.), ein Dorf mit der Siedlung Medrazer Stille auf der anderen Ruetzbachbachseite, dem Industriegelände südlich, sowie den Rotten Gröbenhof und Vergör oberhalb, und Omesberg schon oberhalb von Kampl. Medraz wurde erstmals 1500 als Madaratz verschriftlicht.

Zählsprengel sind Fulpmes-Dorf und Fulpmes-Umgebung (Tschaffinis, Loredais, Forchach, Ruetzbach), sowie Fulpmes-Medraz für Medraz und ein paar Häuser der Ortschaft Fulpmes.

## Geschichte
Der Ortsname wurde erstmals im Jahr 1286 als Vultmeis urkundlich erwähnt. 1305 findet sich noch die ältere Form Vultmeins. Es liegt ein antikes Ausgangswort zugrunde. Es wurden von der Forschung die Rekonstruktionen *vultminos (’zur Waldalm (Froneben) gehörig‘) oder *voltimesinis (’Wohnstätte des Voltimesis‘) vorgeschlagen.
Straßennamen, teilweise noch erhaltene Stollen und darin gefundene Werkzeuge zeugen von jahrhundertealter Bergbau-, Hütten- und Eisenverarbeitungstradition im Ort. Vom 14. bis zum 16. Jahrhundert schürfte man in der Schlick nach Eisen (erste Nennung eines Hammers am Schlickerbach 1352), am Sonnenstein nach Gold und Silber.
Neben lokaler früher Kleineisenindustrie wurde das Eisen von Hausierern weitergehandelt. Als im 16. Jahrhundert die Vorkommen erschöpft waren, stellt man auf Schmiedegewerbe um. Dadurch blieb Fulpmes bis in das 19. Jahrhundert Industrieort. Im 18. Jahrhundert entstanden hier Handelskompanien, die bis Russland und England exportierten.
Die Stubaier Werkzeugindustrie mit ihrer bekannten Marke Stubai hat ihren Sitz bis heute in Fulpmes. Es gibt hier seit 22. August 1897 eine entsprechende Fachschule (seit 1969 Höhere Technische Bundeslehranstalt Fulpmes), welche die hohen Qualitätsstandards erhalten und ausbauen konnte.
Die enge Verbindung mit der eisenverarbeitenden Industrie wird auch im Ortswappen deutlich. Es zeigt in einem silbernen Schild einen links schräg gezogenen roten Balken, überlegt von einem schwarzen 
Schmiedeamboss in seiner natürlichen Gestalt. Die Schwierigkeiten, die für das Schmiedehandwerk im Zuge der Industrialisierung entstanden, wurden in dem Film Aufruhr der Herzen (1944), in dem Fulpmes die zentrale Rolle spielt, künstlerisch verarbeitet.
In den Anfangsjahren des 20. Jahrhunderts war in Fulpmes der Katholische Arbeiterverein aktiv.
Auch in touristischer Hinsicht ist die Gemeinde bekannt, da das Skigebiet Schlick von hier aus erschlossen wird.
Seit dem Jahr 1904 ist der Ort durch eine elektrische Lokalbahn (Stubaitalbahn) mit Innsbruck verbunden.
Mit Regierungsbeschluss vom 7. März und Wirksamkeit ab 28. Mai 2017 wurde Fulpmes zur Marktgemeinde erhoben.

### Dialekt
Der Fulpmer Dialekt ist ähnlich wie in Neustift im Stubaital. Jedoch wird in Fulpmes das „R“ viel stärker ausgesprochen (ähnlich wie das amerikanische „R“).

### Bevölkerungsentwicklung
EinwohnerJahr100020003000400050001860189019201950198020102040EinwohnerEinwohnerentwicklung von Fulpmes

## Hauptort der Gemeinde
Hauptort der Gemeinde ist das Dorf Fulpmes, das neben Medraz eine der beiden Ortschaften der Gemeinde bildet. Es befindet sich etwa 13½ km südlich vom Stadtzentrum Innsbruck. Es liegt auf um die 937 m ü. A. Höhe im Talgrund des mittleren Stubaitals sonnseitig links der Ruetz.
Die Ortschaft umfasst über 600 Gebäude mit etwa 2800 Einwohnern, das sind etwa 2⁄3 der Gesamtbevölkerung. Der alte Dorfkern wird statistisch als Zählsprengel Fulpmes-Dorf erfasst. Die Besiedlung rundherum, die inzwischen in den Ort eingewachsen ist und etwa die Hälfte der Ortschaftsbevölkerung umfasst, als Zählsprengel Fulpmes-Umgebung. Das sind die Ortslagen Tschaffinis und Loredais westlich am Hang, und Forchach und Ruetzbach (Kleebrücke) östlich am Ruetz.
Zur Ortschaft (nicht aber dem Zählsprengel) gehören auch das Panorama-Restaurant Kreuzjoch und die Galtalm, die einzige Alm im Gemeindegebiet.

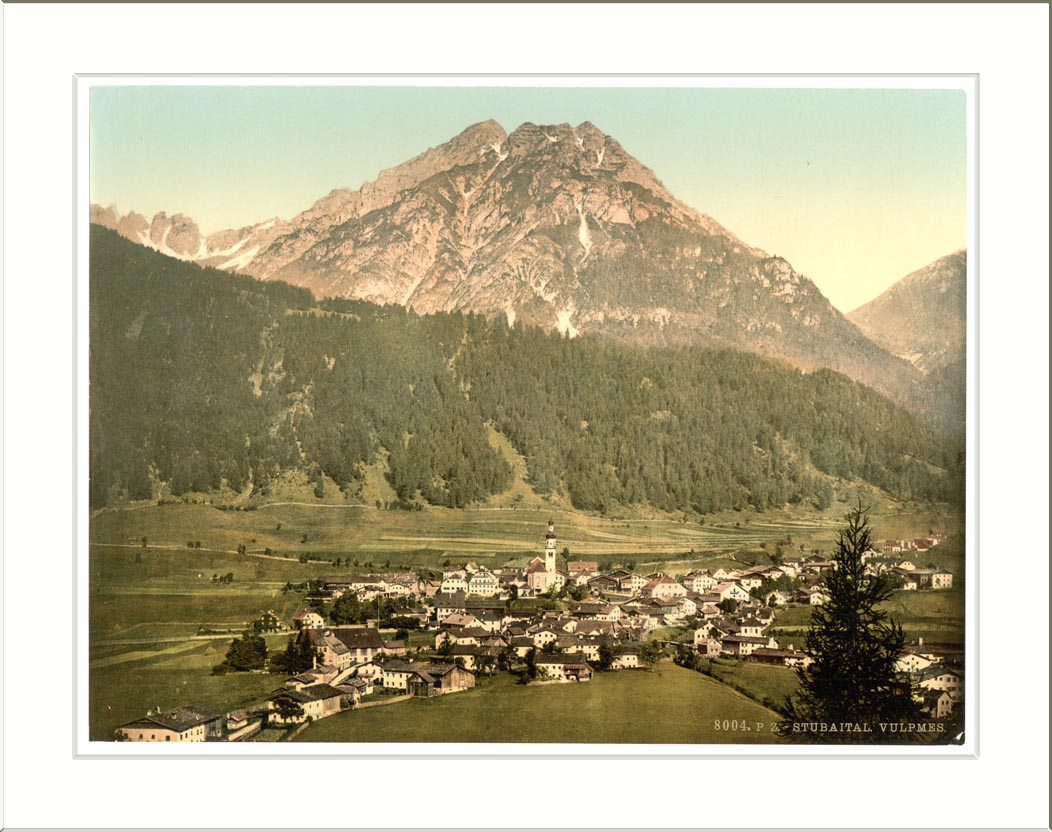
Vulpmes im Stubaital, um 1900
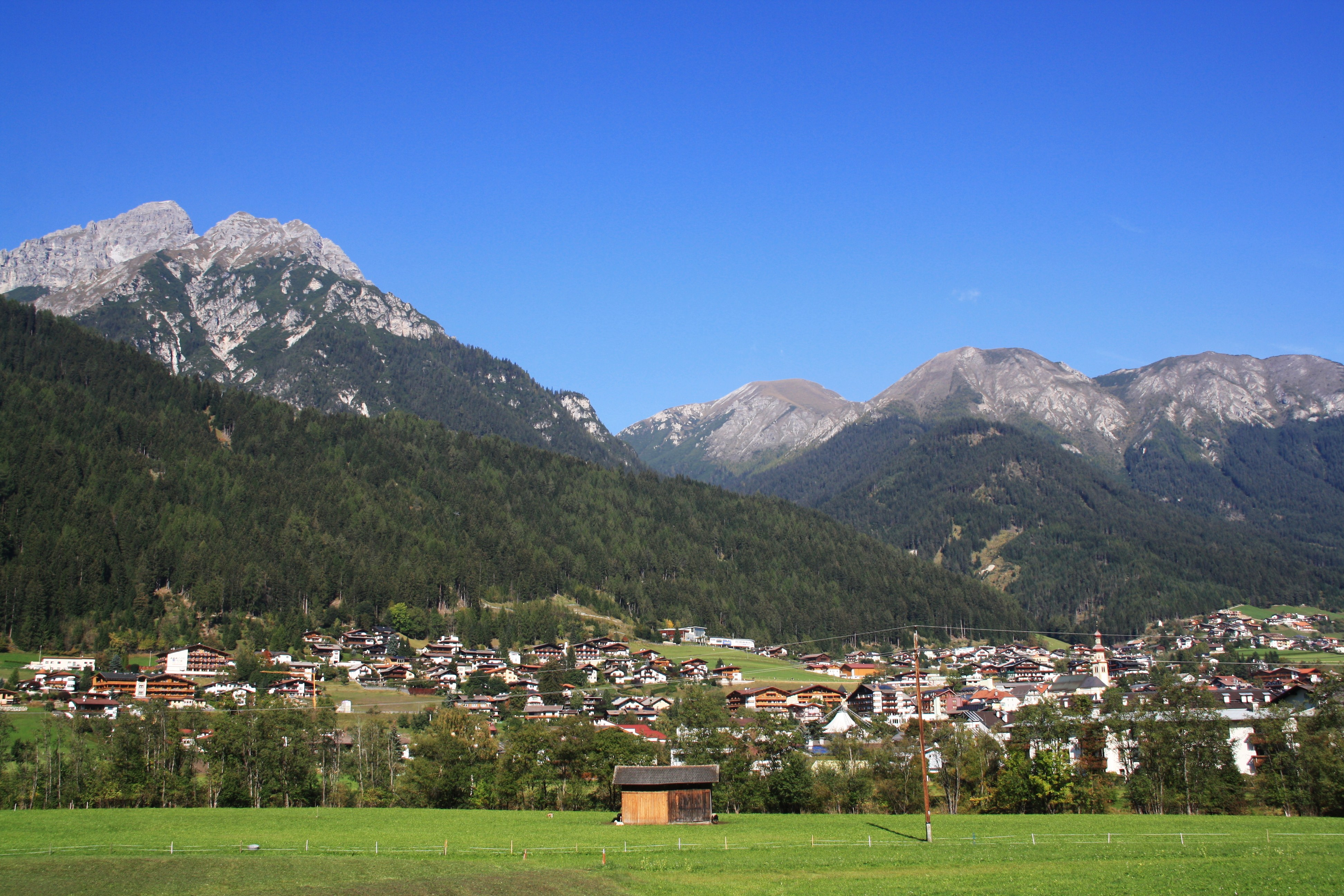
Das Dorf vor der Machreisenspitze in den Kalkkögel und der Saile mit Nederjoch
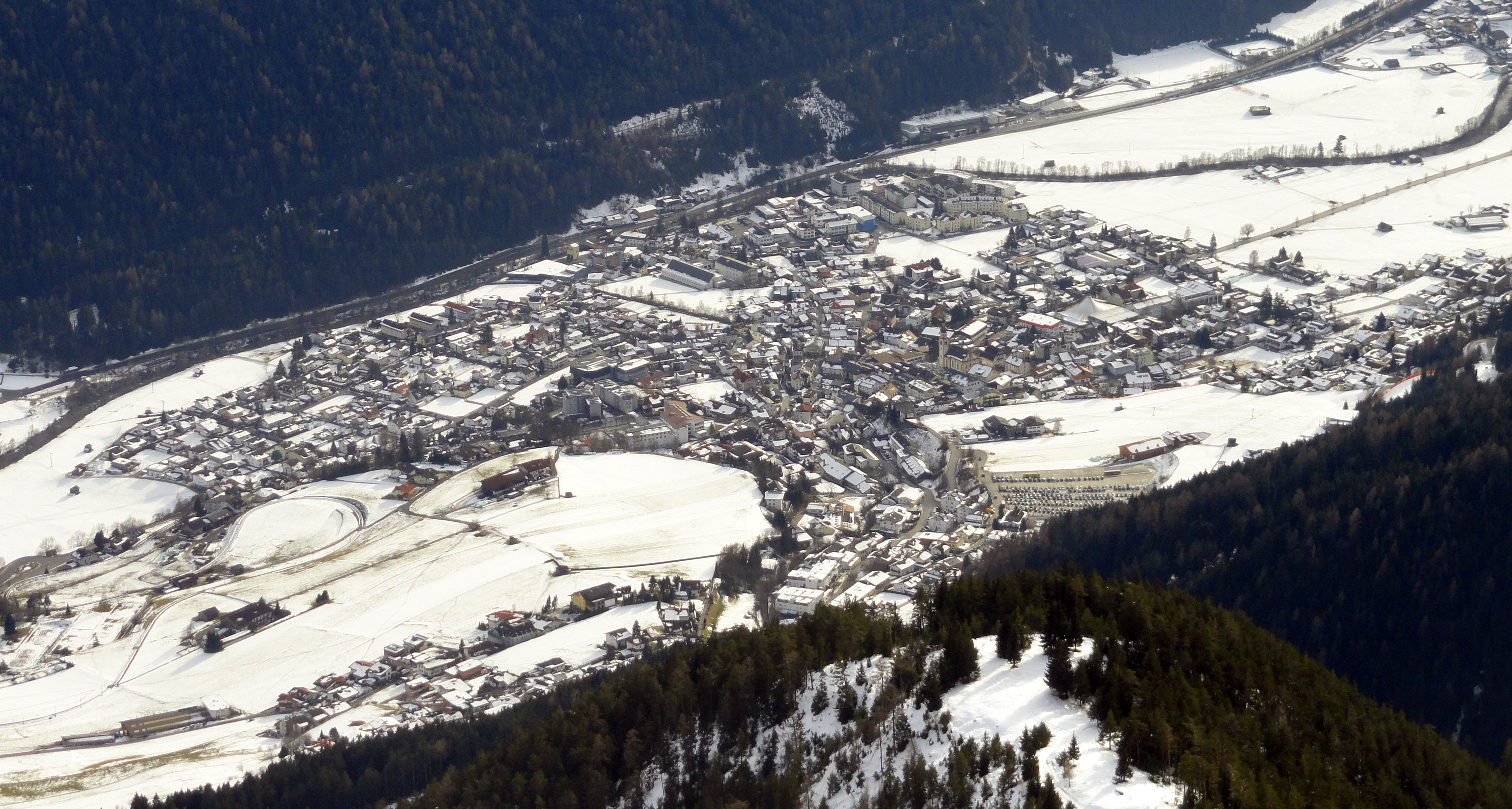
Vom Nederjoch
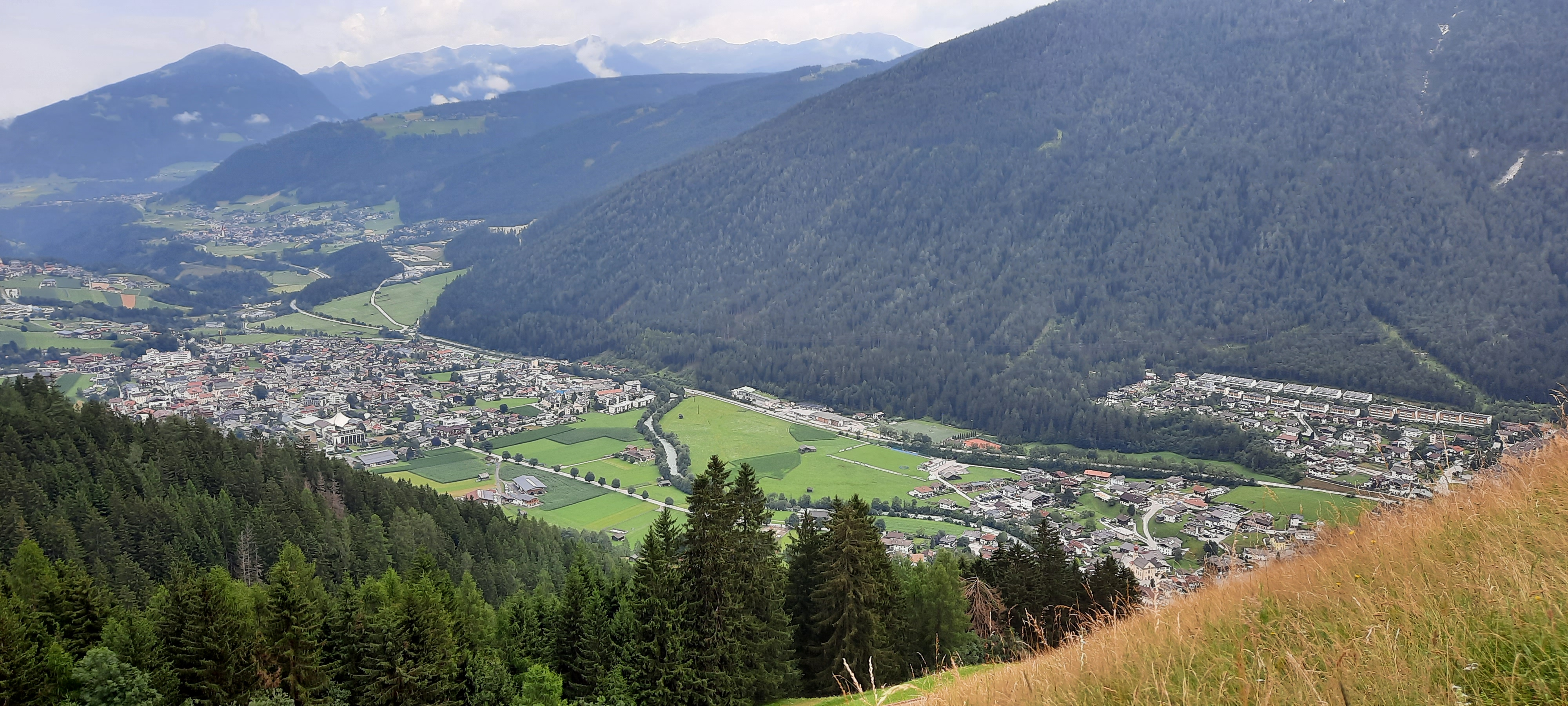
Blick von Vergör aus auf Fulpmes und Richtung Talausgang
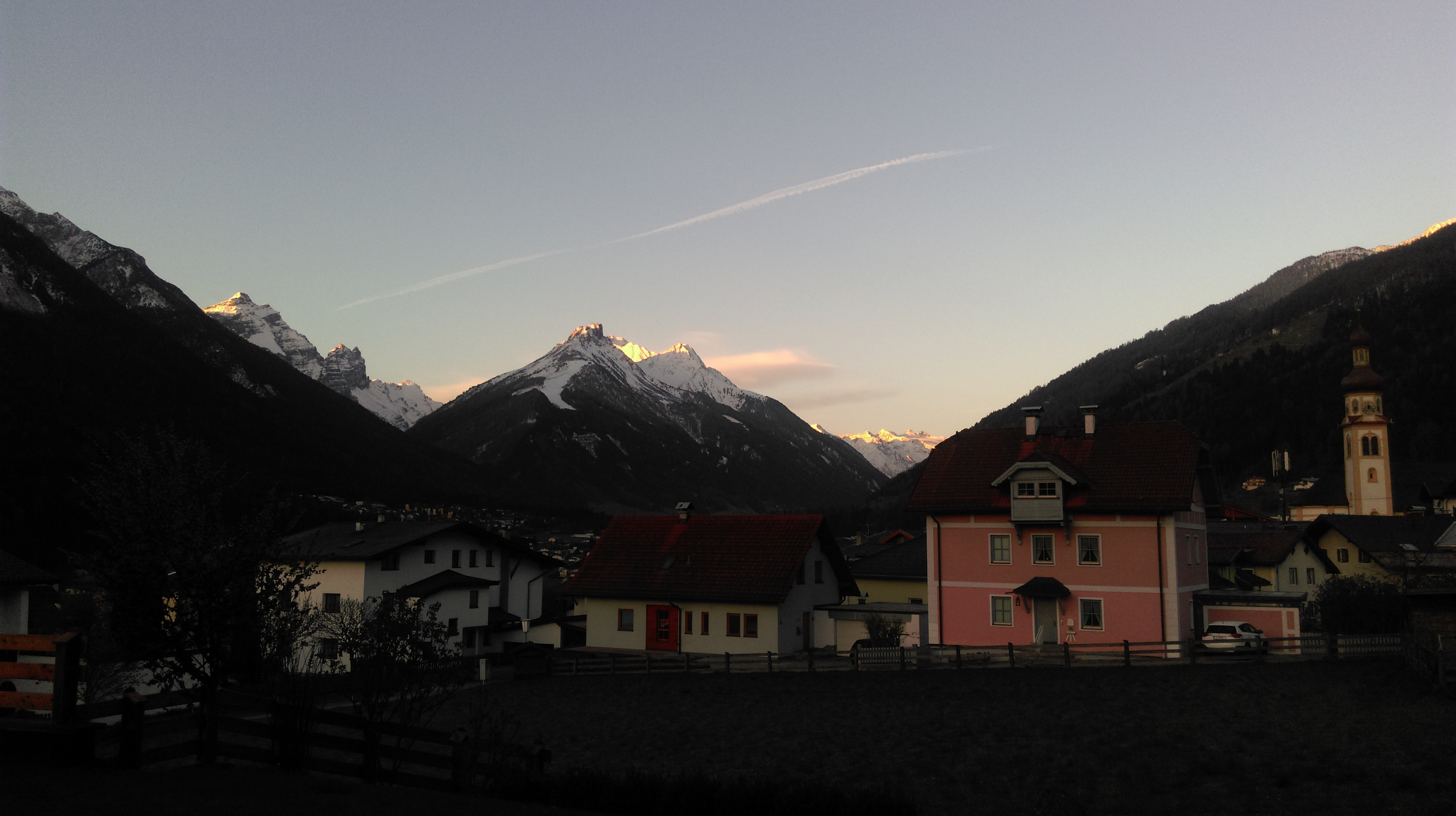
Sonnenaufgang im Stubaital - Blick über die Dächer von Fulpmes zum Elfer

## Kultur und Sehenswürdigkeiten

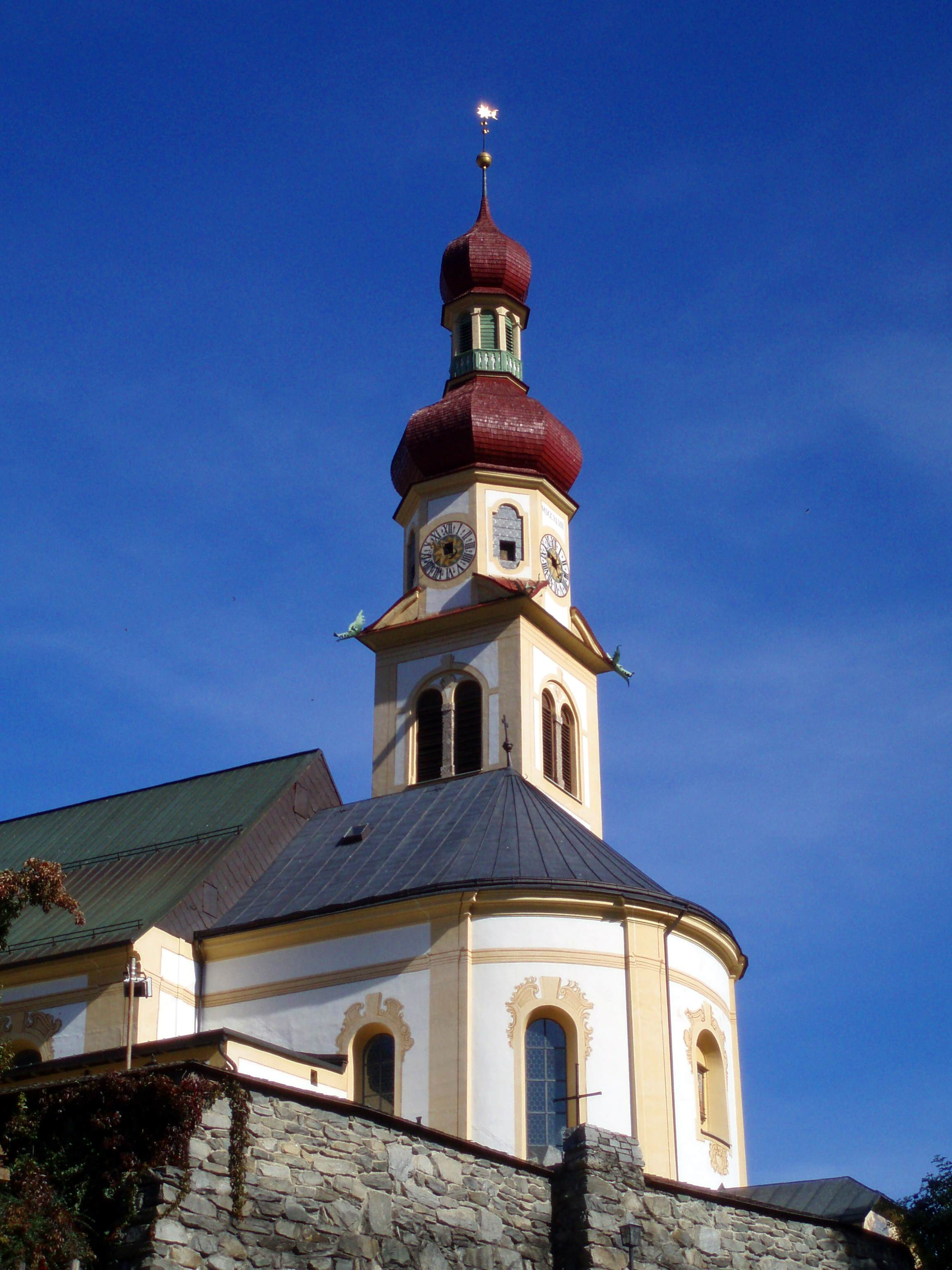
Pfarrkirche Fulpmes

- Katholische Pfarrkirche zum heiligen Vitus hl. Veit
- Dreigeschoßiger Pfarrhof (Widum), errichtet von Franz de Paula Penz
- Schülerheim Don Bosco und Kirche, errichtet von Clemens Holzmeister
- Filialkirche zur heiligen Margaretha, im Rokoko-Stil mit reizvollem Inneren, errichtet von Franz de Paula Penz
- Kranerhaus am Kirchplatz mit reichen Fensterverzierungen, erbaut 1755
- Schmiedemuseum
- Krippenmuseum
- Schmid in Eisen, Denkmal des Bildhauers Ludwig Penz, eine Nachbildung des originalen Wehrmann von Fulpmes bei der Stubai Werkzeuggenossenschaft, Riehlstraße
- Kriegerdenkmal am Kirchplatz, errichtet 1934 von Clemens Holzmeister (ursprünglich Dollfuß-Denkmal)

## Wirtschaft und Infrastruktur

### Verkehr

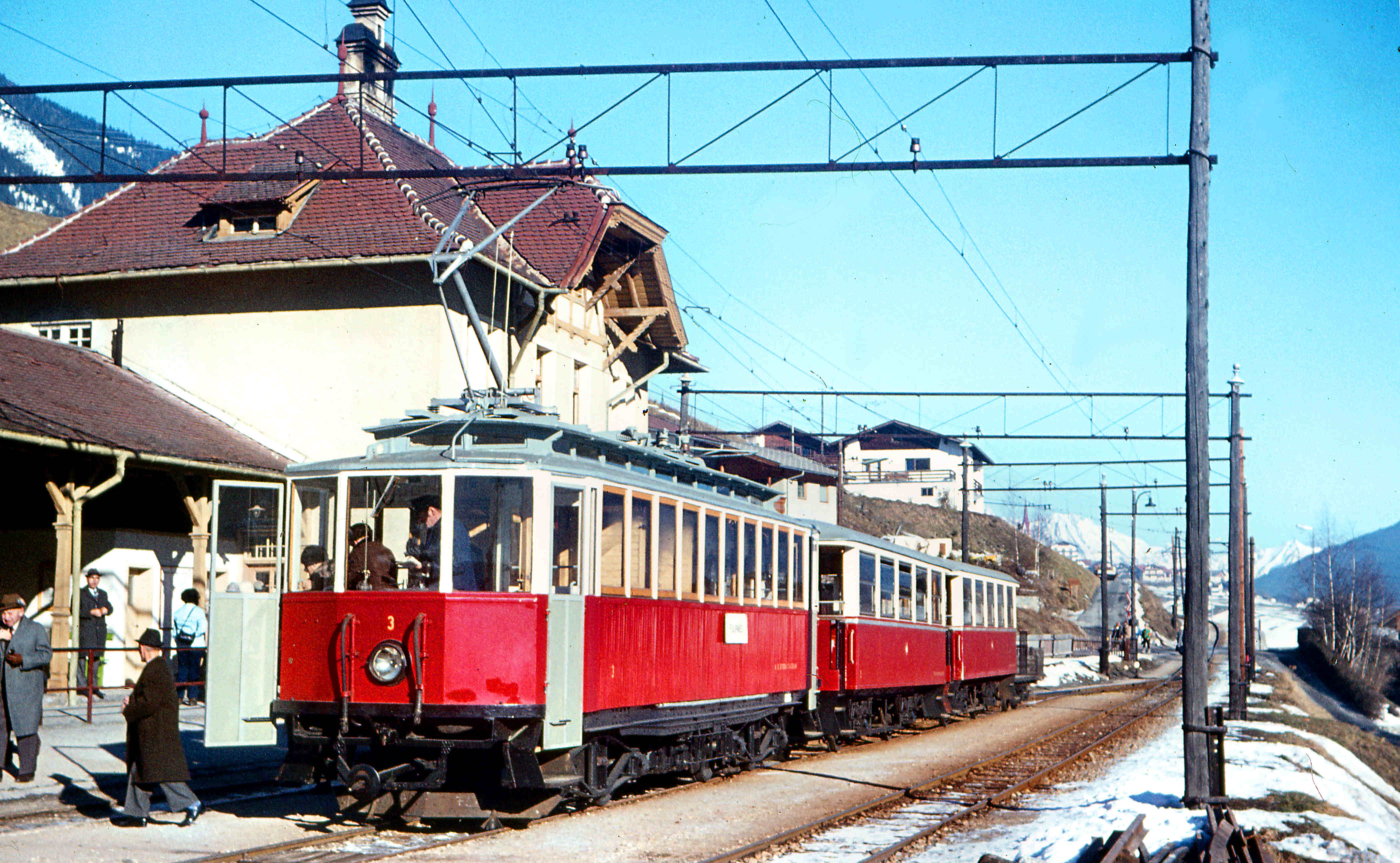
Triebwagen Nr. 3 im Bahnhof Fulpmes, Ende Dezember 1973

- Bahn: Der Bahnhof Fulpmes ist die Endstation der Stubaitalbahn STB. Das Aufnahmsgebäude steht unter Denkmalschutz. Außerdem befindet sich hier die Remise Fulpmes.
- Bus: Der Ort ist mit Innsbruck auch durch die Autobuslinie 590 des Verkehrsverbund Tirol (betrieben von den Innsbrucker Verkehrsbetriebe) verbunden.
- Straße: Mit dem Auto ist Fulpmes über die Stubaitalstraße B 183 erreichbar. Die Straße kommt von der Brenner Autobahn A 13 bei Schönberg über Mieders, und führt nach Neustift weiter. Nach Telfes führt eine Gemeindestraße.

### Bildung

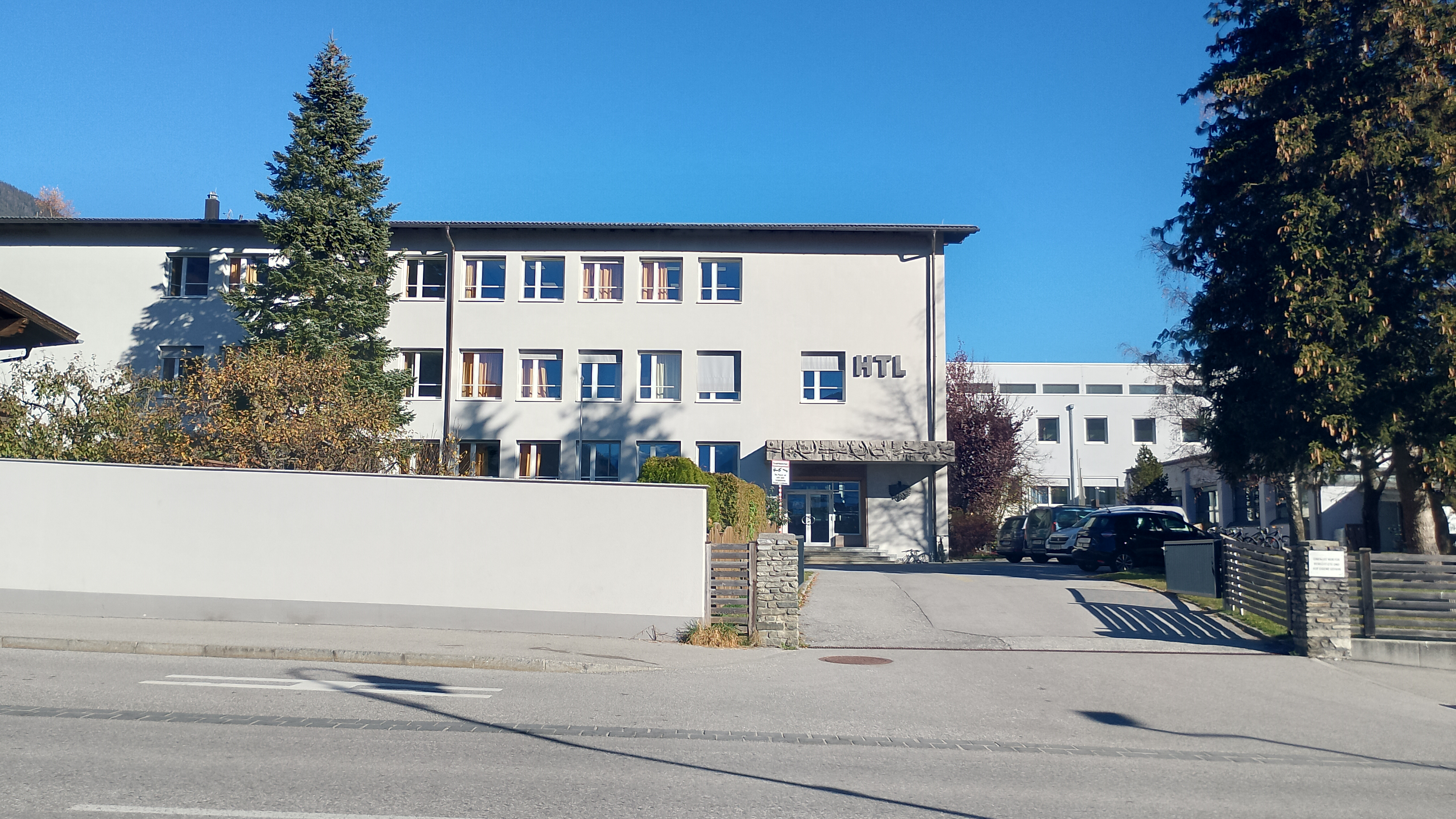
HTL Fulmes

- HTL Fulpmes

## Politik

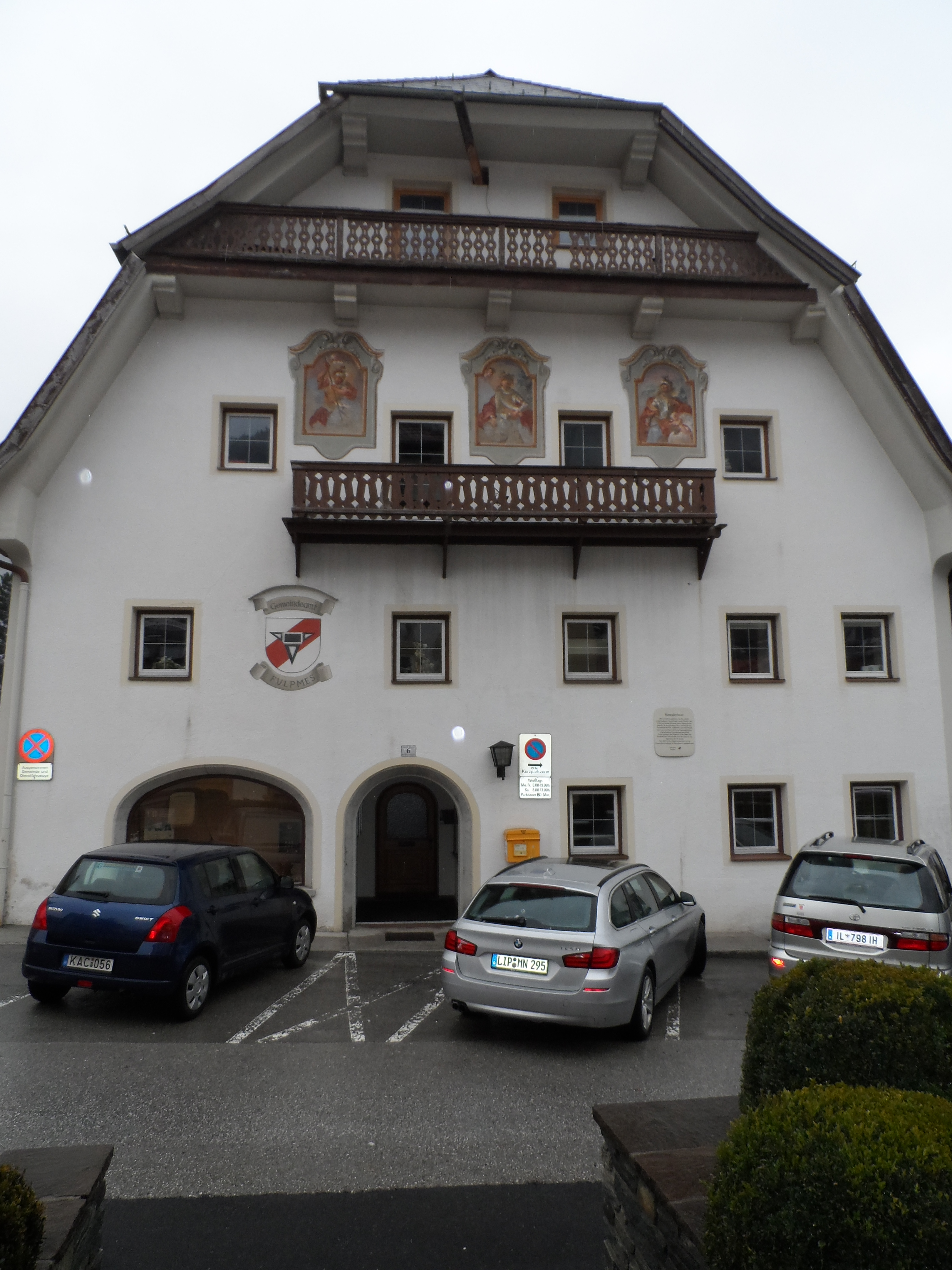
Marktgemeindeamt Fulpmes

### Gemeinderat
Die letzten Bürgermeisterwahlen fanden gemeinsam mit den Gemeinderatswahlen 2022 statt. Dabei wurde Johann Deutschmann mit 58 Prozent zum Bürgermeister gewählt. Er löste damit Robert Denifl ab. Dieser hatte 1976–1986 und von 2010 an wieder das Amt des Bürgermeisters inne. Er kandidierte auf einer Namensliste der ÖVP.
| Partei                                                                    | Prozent | Stimmen | Mandate |
| ------------------------------------------------------------------------- | ------- | ------- | ------- |
| GEMEINSAM FÜR FULPMES mit Johann Deutschmann und Manfred Witsch (ZUKUNFT) | 44,65   | 995     | 8       |
| Fulpmes vereinen - Team Raimund Schmidt (RAIMUND)                         | 27,32   | 610     | 4       |
| Unser Fulpmes kann mehr - die Alternative (FULPMEHR)                      | 16,79   | 375     | 3       |
| Miteinander Für Fulpmes (MFAYSE)                                          | 11,33   | 253     | 2       |

### Parteipolitik
Die politische Landschaft in Fulpmes wird vor allem durch die touristische und industrielle Entwicklung geprägt. Während die Industrie in Fulpmes (z. B. mit ihrer Marke Stubai) seit Jahrhunderten eine dominante Rolle spielt, nahm der Tourismus in den 1960er Jahren seine sprunghafte Entwicklung auf. Heute zählt Fulpmes etwa 300.000 Übernachtungen im Jahr. Die Politik beschäftigt sich daher verstärkt mit touristischer Infrastruktur. Doch auch die Kleineisenindustrie wirkt sich auf die politische Landschaft aus, insbesondere seit in den 1960er und 1970er Jahren die Wirtschaftskammer begonnen hatte, systematisch vor allem türkische Gastarbeiter/-innen anzuwerben. In den 1990er Jahren führten die Jugoslawienkriege zusätzlich zu einem Zuzug insbesondere bosnischer Flüchtlinge. Von den 4000 Einwohnern von Fulpmes besitzen etwa 700 nicht die österreichische Staatsbürgerschaft, es wurden aber in den letzten Jahrzehnten an die 500 Ausländer eingebürgert. Eine bedeutende muslimische Minderheit in Fulpmes unterhält seit mehr als einem Jahrzehnt eine Moschee. Im Gemeinderatswahlkampf 2004 haben sich alle Parteien mit Ausnahme der FPÖ dafür ausgesprochen, diese Moschee weiter auszubauen.
In den vergangenen 50 Jahren spielte die ÖVP in Fulpmes immer die dominierende Rolle, die SPÖ konnte nur selten an die 20-Prozent-Marke heranreichen. In den 1990er Jahren gab es einen starken Anstieg der FPÖ, mit den Wahlen nach dem Jahr 2000 verliert die FPÖ jedoch ständig an Stimmen. Die Grünen sind seit der Gemeinderatswahl 2010 wieder im Gemeinderat vertreten.

### Regionalpolitik
Die Gemeinde gehört zum Tiroler Planungsverband Stubaital und zur Tourismusregion Stubai Tirol. Sitzgemeinde des Planungsverbandes ist Schönberg, Obmann der Bürgermeister ebenda, Hermann Steixner. Sitz des Tourismusverbandes ist im Stubaitalhaus in Neustift.
Die Gemeinde ist seit 2010 Mitglied im Klimabündnis Tirol.

### Partnergemeinde
- Villepreux (Frankreich, Département Yvelines), seit 1967[13][14]

## Persönlichkeiten

### Söhne und Töchter der Gemeinde
- Georg von Brixen (1390–1443), Fürstbischof von Brixen, Kanzler Herzog Friedrichs IV.
- Georg Tangl (1722–1787), Priester, Präfekt des Brixener Priesterseminars
- Johann Peter Denifle (1739–1808), Maler
- Philip Jakob Tangl (1733–1780), Priester, Oberaufseher der Tiroler Schulkommission
- Michael Pfurtscheller (1776–1854), Gastwirt und Schützenhauptmann
- Urban Holzmeister (1877–1953), römisch-katholischer Theologe
- Clemens Holzmeister (1886–1983), Architekt
- Vinzenz Hörtnagl (* 1948), Gewichtheber
- Ilse Somavilla (* 1951), Philosophin und Editionswissenschaftlerin
- Hermann Eigentler († 1997), Landesrat
- Franz Paulweber (* 1953), Bobfahrer
- Gottfried Kapferer (* 1954), Hauptschullehrer und Abgeordneter zum Tiroler Landtag
- Gebhard Mair (* 1984), Abgeordneter zum Tiroler Landtag
- Stefan Denifl (* 1987), Radrennfahrer
- Gregor Schlierenzauer (* 1990), Skispringer

### Personen mit Bezug zur Gemeinde
- Franz de Paula Penz (1707–1772), Kirchenbaumeister, Erbauer der Pfarrkirche Fulpmes
- Ingo Appelt (* 1961), Bobfahrer, 1992 Olympiasieger im Viererbob
- Wolfgang Hupfauf (* 1961), Fußballspieler und -trainer des TSV Fulpmes
- Wilhelm Denifl (* 1980), Nordischer Kombinierer
- Daniel Bacher (* 2004), Freestyle-Skier